# Stangenschleife

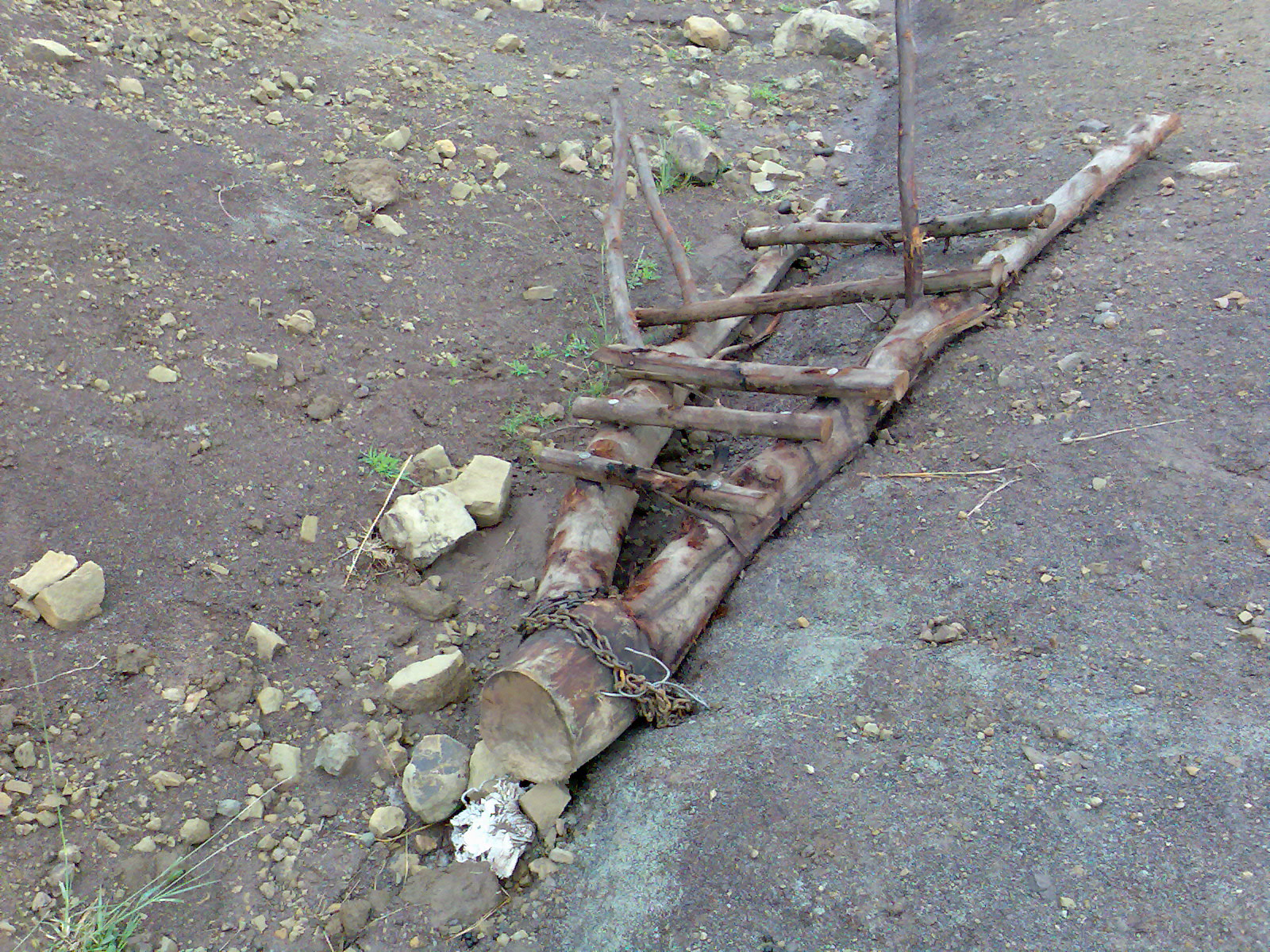
Rezente Stangenschleife (Südafrika)

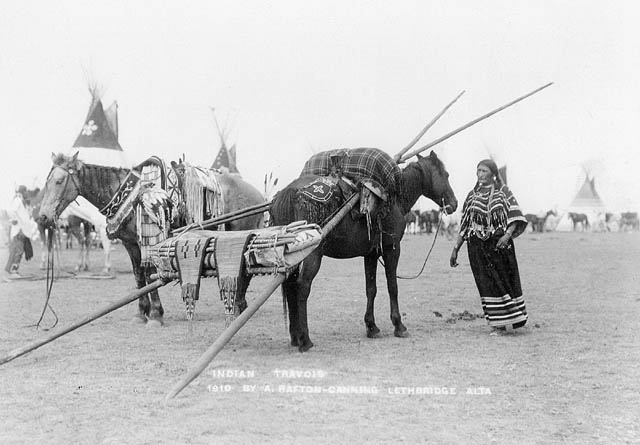
Travois der Kainai

Die Stangenschleife ist eine schon in der Vorzeit eingesetzte Vorrichtung zum Transport von Gütern in offenem Gelände.

## Funktion
Die Grundkonstruktion besteht aus zwei langen Stangen und einem Querholz, die zu einem gleichschenkligen Dreieck verbunden sind. Das spitze vordere Ende der Vorrichtung wird von Menschen bzw. Tieren wie Ochsen, Pferden oder Hunden getragen. Das breite hintere Ende mit zwischen den Langholmen gebundenen Stangen wurde über den Boden geschleift. Transportgegenstände wurden auf dem Rahmen gestapelt und festgebunden. Um kleinteilige Ladung aufzunehmen, wurde Stoff oder Leder über die Stangen ausgebreitet.
Schlitten und Stangenschleifen stellen die ersten Transportgeräte dar, mit denen man Lasten zu Lande befördern konnte, ohne sie tragen zu müssen. Bei einem Lastentransport mit der Schleife ist allerdings ein Teil des Konstruktionsgewichtes und des Gewichtes der Last zu tragen. Als Vorteil gegenüber anderen Transportmitteln gilt eine gute Geländegängigkeit. Bei der Nutzung von Schlitten und Stangenschleifen ist im Vergleich zum Rollwiderstand bei beräderten Gefährten ein höherer Gleitwiderstand zu überwinden. Der Materialabrieb ist bei einer Schleife zu Beginn der Nutzung höher. Im Verlauf der Nutzung wird das Material glatter und der Abrieb lässt nach. Zudem ist der Abrieb je nach Bodenbeschaffenheit und Belastung unterschiedlich stark, beispielsweise bei Grasland oder steinigem Boden.
Die älteste gefundene Stangenschleife stammt von 3100 v. Chr. und wurde in Chalain (Fontenu, Département Jura) in Frankreich ausgegraben. Am Mont Bégo im Val de Fontanalbe existieren Felsritzungen, die Ochsen vor einer Schleife zeigen. In Kamennaja Mogila bei Melitopol in der Ukraine zeigen Felsritzungen Ochsen vor einem Pflug und vor einer Stangenschleife. Reste einer Schleife wurden auch in der Moorsiedlung Reute-Schorrenried gefunden.

## Steppe
In den Steppengebieten ist die Form des später von Pferden gezogenen Gerätes als Femer- oder Jochschleife bekannt.

## Nordamerika

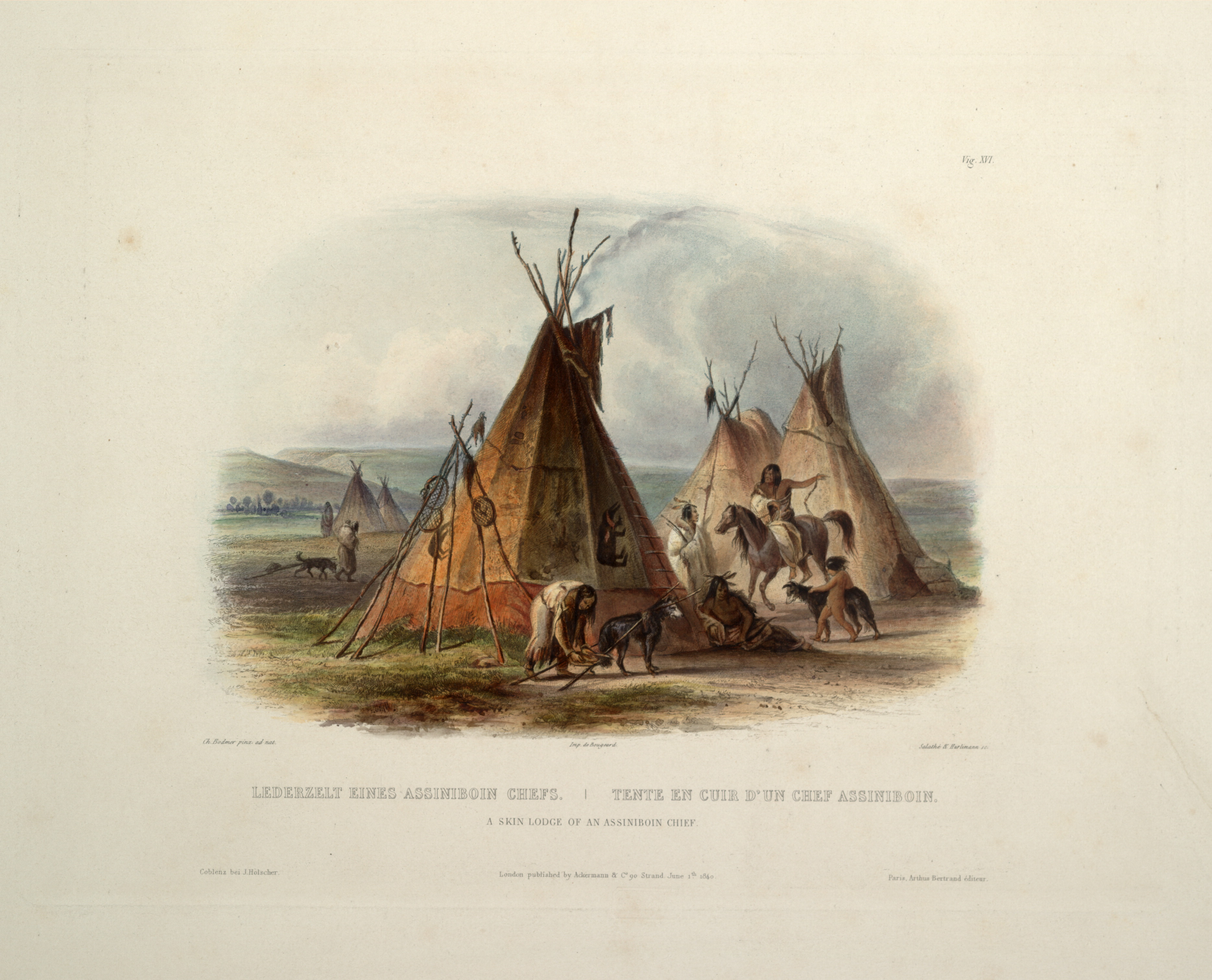
Hunde-Travois der Assiniboine

In Nordamerika verwendeten Prärie-Indianer ähnliche Transportvorrichtungen. In diesem Zusammenhang wird auch das französische Fremdwort Travois verwendet, das von spätlateinisch trepalium abstammt. Vor der Einführung von Pferden wurden Travois von Hunden oder Menschen gezogen.
Im White-Sands-Nationalpark in New Mexico entdeckte, sich überkreuzende fossile Menschenfährten und linienförmige Schleifspuren werden auf die Verwendung von Stangenschleifen zurückgeführt. Mit einem Alter von etwa 22.000 Jahren gelten sie als die ältesten bekannten Nachweise für die Nutzung von radlosen Transportmitteln.